# Nick Blackman
Nicholas Alexander "Nick" Blackman (Bury, 1989. november 11. –) angol labdarúgó, aki jelenleg a Derby Countyben játszik, de kölcsönben a Makkabi Tel-Avivnál szerepel.

## Pályafutása

### Macclesfield Town
Blackman a Bury, a Manchester United és a Preston North End ifiakadémiáját is megjárta, mielőtt 2006-ban a Macclesfield Townhoz került. A fiatalok és a tartalékok között olyan jól teljesített, hogy 2007. március 8-án profi szerződést kapott. A bajnokságban egy Accrington Stanley elleni mérkőzésen debütált. Első gólját a Dagenham & Redbridge ellen szerezte, 2007. november 23-án.

### Blackburn Rovers
2009. január 12-én a Blackburn Rovershez igazolt, miután a próbajáték során mutatott teljesítményével sikerült meggyőznie a vezetőket. Remekül kezdett a tartalékcsapatban, első két meccsén két gólt szerzett. Március 4-én kölcsönben a Blackpoolhoz szerződött, már aznap, egy Burnley elleni bajnokin bemutatkozott a csapatban. Kezdőként először március 10-én, a Sheffield United ellen lépett pályára.
2009. augusztus 20-án egy hónapra kölcsönvette az Oldham Athletic.

## Külső hivatkozások
- Nick Blackman pályafutásának statisztikái a Soccerbase oldalon (angolul)

- Nick Blackman adatlapja a Blackburn Rovers honlapján

## Fordítás
- Ez a szócikk részben vagy egészben  a   Nick Blackman című angol Wikipédia-szócikk fordításán alapul.  Az eredeti cikk szerkesztőit annak laptörténete sorolja fel. Ez a jelzés csupán a megfogalmazás eredetét és a szerzői jogokat jelzi, nem szolgál a cikkben szereplő információk forrásmegjelöléseként.